# Pierre Crozat
Pierre Crozat (ur. 1661, zm. 1740) – francuski finansista i kolekcjoner sztuki, jeden z najbogatszych ludzi we Francji okresu Ludwika XIV, patron Antoine’a Watteau i Rosalby Carriery, brat Antoine’a Crozata.

## Życiorys
Pierre Crozat urodził się w Tuluzie w rodzinie chłopskiej. Razem ze swoim młodszym bratem, Antoine’em, zrobił karierę w sektorze finansowym, stając się jednym z najbardziej majętnych ludzi we Francji I połowy XVIII wieku. Nazywany był ironicznie „Biedny Crozat” (Crozat le pauvre) dla odróżnienia go od jego jeszcze bogatszego brata. Ukoronowaniem jego kariery było uzyskanie stanowiska skarbnika króla Ludwika XV.
W latach 1714–1721 działał jako agent i negocjator regenta Filipa II Orleańskiego w trakcie starań o zakup od rodziny Odescalchi w Rzymie kolekcji sztuki, która należała wcześniej do królowej Krystyny Szwedzkiej. Między 1729 i 1742 dzięki jego staraniom został opublikowany, pięknie ilustrowany dwutomowy katalog najlepszych obrazów w kolekcjach francuskich, znany jako Cabinet Crozat.

## Kolekcja sztuki
Pierre Crozat przez całe życie kolekcjonował dzieła sztuki, tworząc jedną z największych w ówczesnej Francji kolekcji, która mogła konkurować z kolekcją królewską. Znajdowały się w niej płótna malarzy francuskich, włoskich, niderlandzkich, hiszpańskich od XV wieku poczynając. Kupował obrazy na aukcjach we Francji oraz przez swoich agentów w Londynie i Amsterdamie. Od 1702 jego kolekcja znajdowała się w domu przy placu Vendôme w Paryżu. Poza obrazami posiadał również wielką, liczącą 20 tys. tomów bibliotekę, kolekcję 19 201 rysunków oraz kolekcję rzeźb i porcelany. Jego dom stał się słynnym w Paryżu miejscem spotkań artystów i miłośników sztuki. Był patronem artystów, w tym Antoine’a Watteau, który dla jadalni w jego domu stworzył serię czterech obrazów przedstawiających pory roku.
Po jego śmierci kolekcja została odziedziczona przez jego siostrzeńców: Louisa François (zm. 1750), Josepha Antoine’a (zm. 1750) i Louisa Antoine’a (zm. 1770). Po ich śmierci kolekcja uległa rozproszeniu. Największa jej część – około 500 obrazów, została w styczniu 1772 roku sprzedana przez następców Louisa Antoine’a Crozata, barona de Thiers, carycy Katarzynie II i trafiła do Ermitażu, gdzie przechowywana jest do dzisiaj. Cena sprzedaży wyniosła 440 tys. franków. Pośrednikiem w transakcji był Denis Diderot. W kolekcji były m.in.: Święta rodzina Rafaela, Judyta Giorgione, Danae Tycjana, Danae i Święta Rodzina Rembrandta, Pietà Paola Veronesa, Bachus Rubensa, sześć portretów van Dycka oraz szereg obrazów malarzy francuskich: Louisa Le Naina, Poussina, Pierre’a Mignarda, Antoine’a Watteau, Nicolasa Lancreta i Chardina.
Sprzedaż kolekcji do Rosji wywołała oburzenie francuskiej opinii publicznej. Na czele opozycji stanął markiz de Marigny, brat Madame Pompadour, który zwrócił się do króla Ludwika XV o wyasygnowanie środków na zakup szczególnie ważnych płócien artystów francuskich.

## Wybrane obrazy z kolekcji Pierre’a Crozata

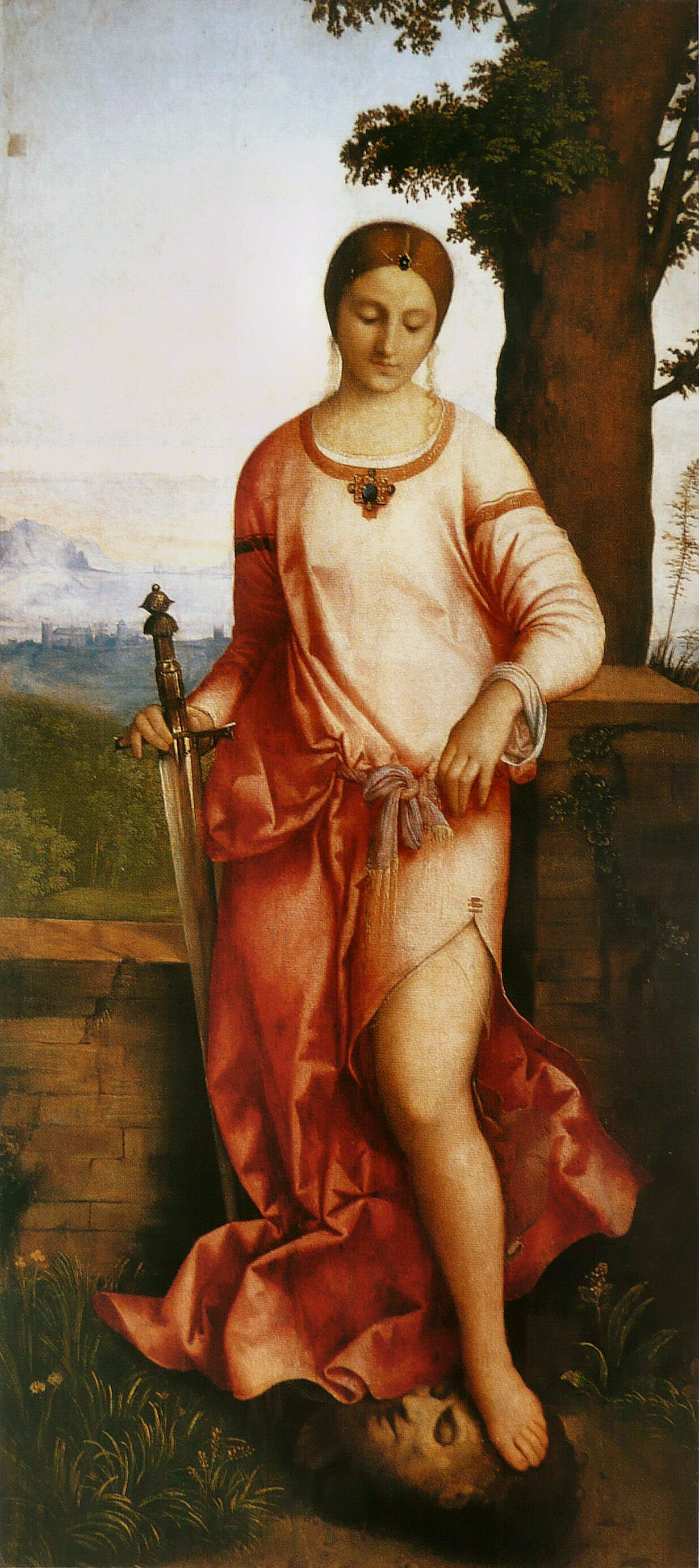
Judyta, Giorgione, 1504, Ermitaż
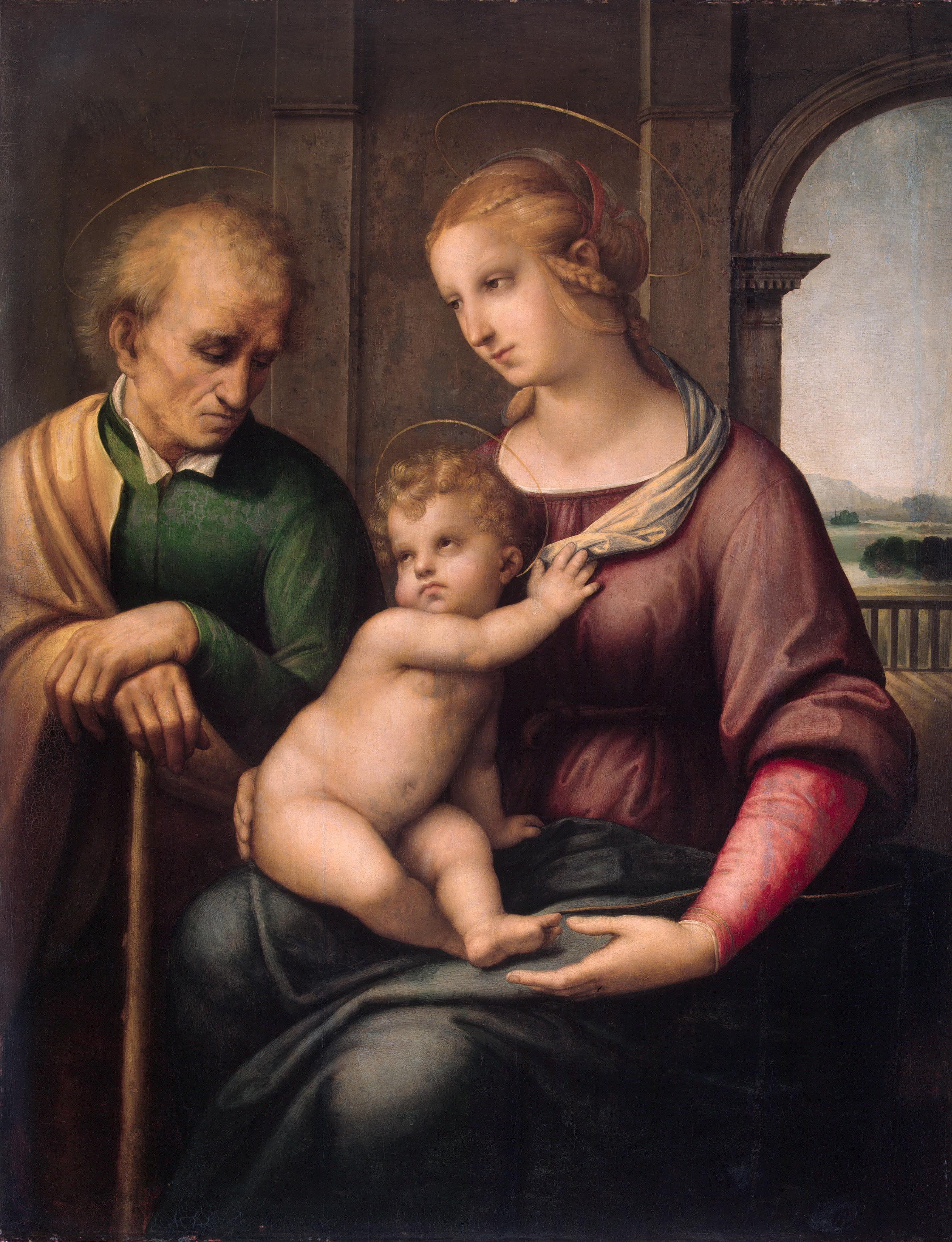
Madonna ze św. Jozefem bez brody Rafael, 1506, Ermitaż
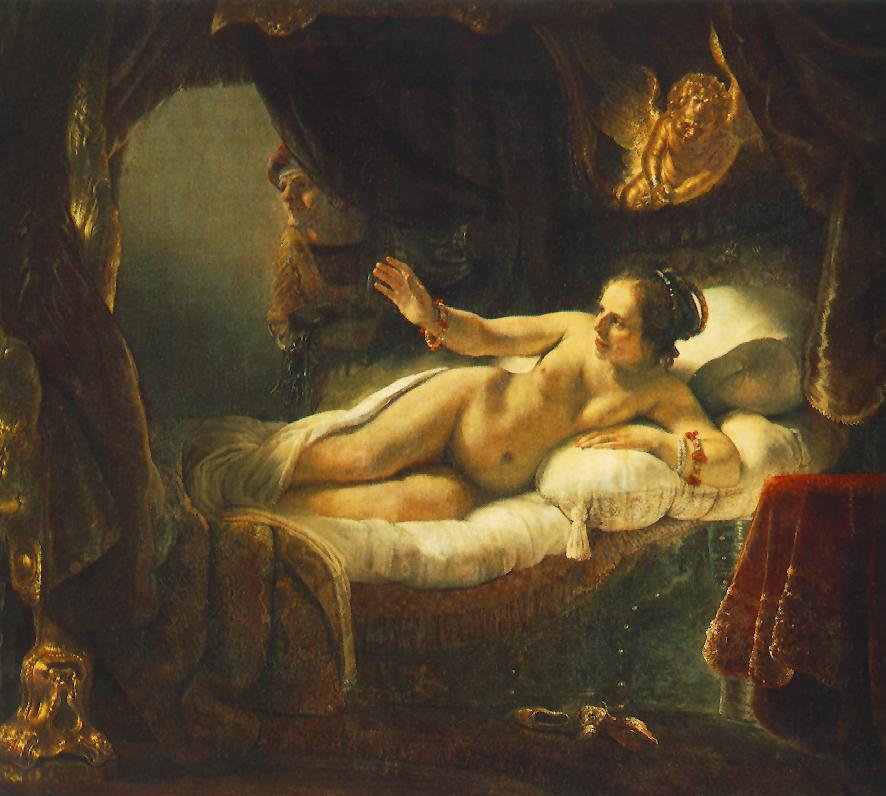
Danae Rembrandta, między 1636-1643
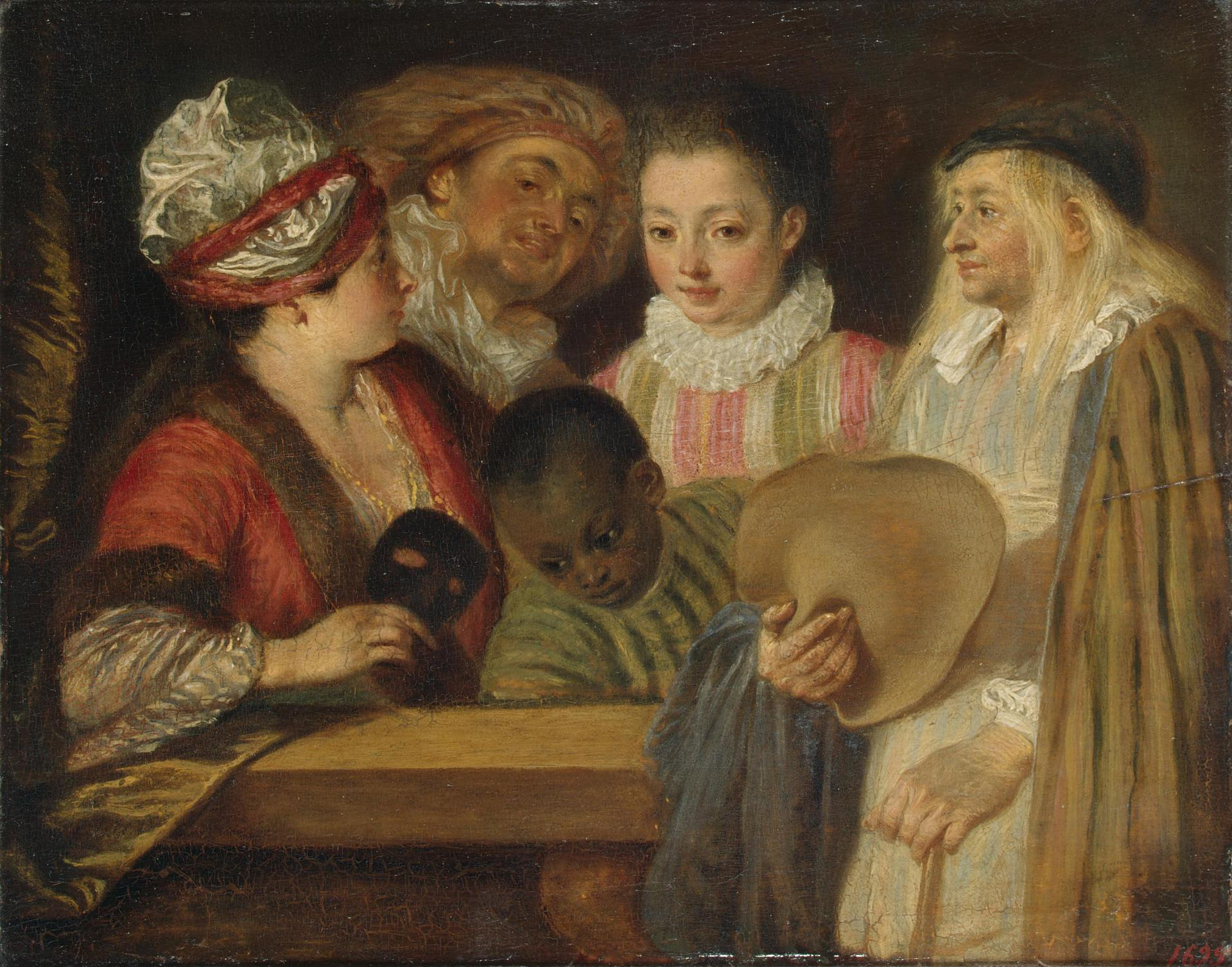
Maskarada, Antoine Watteau, 1717, Ermitaż
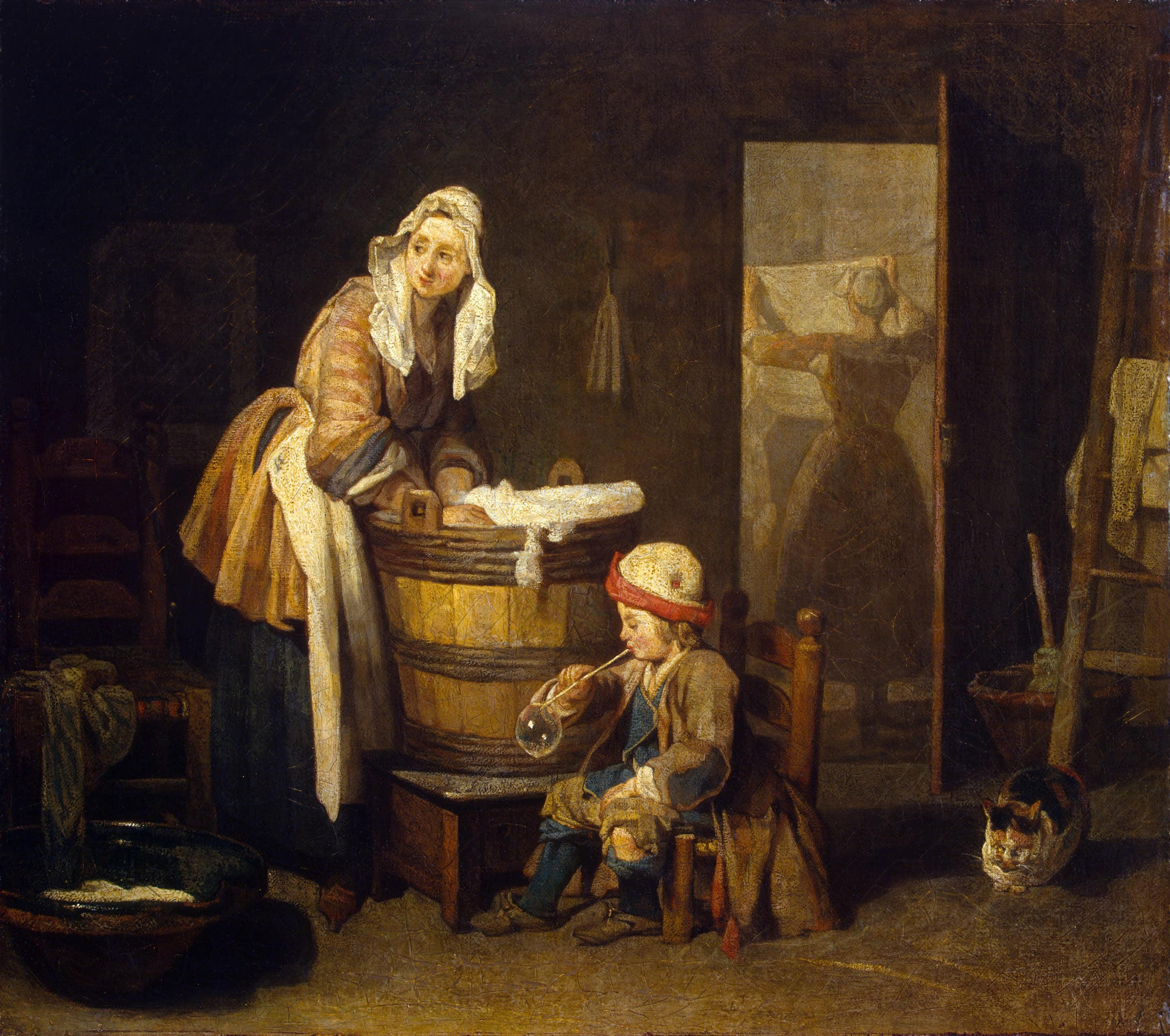
Praczka, Jean Chardin, po 1730, Ermitaż
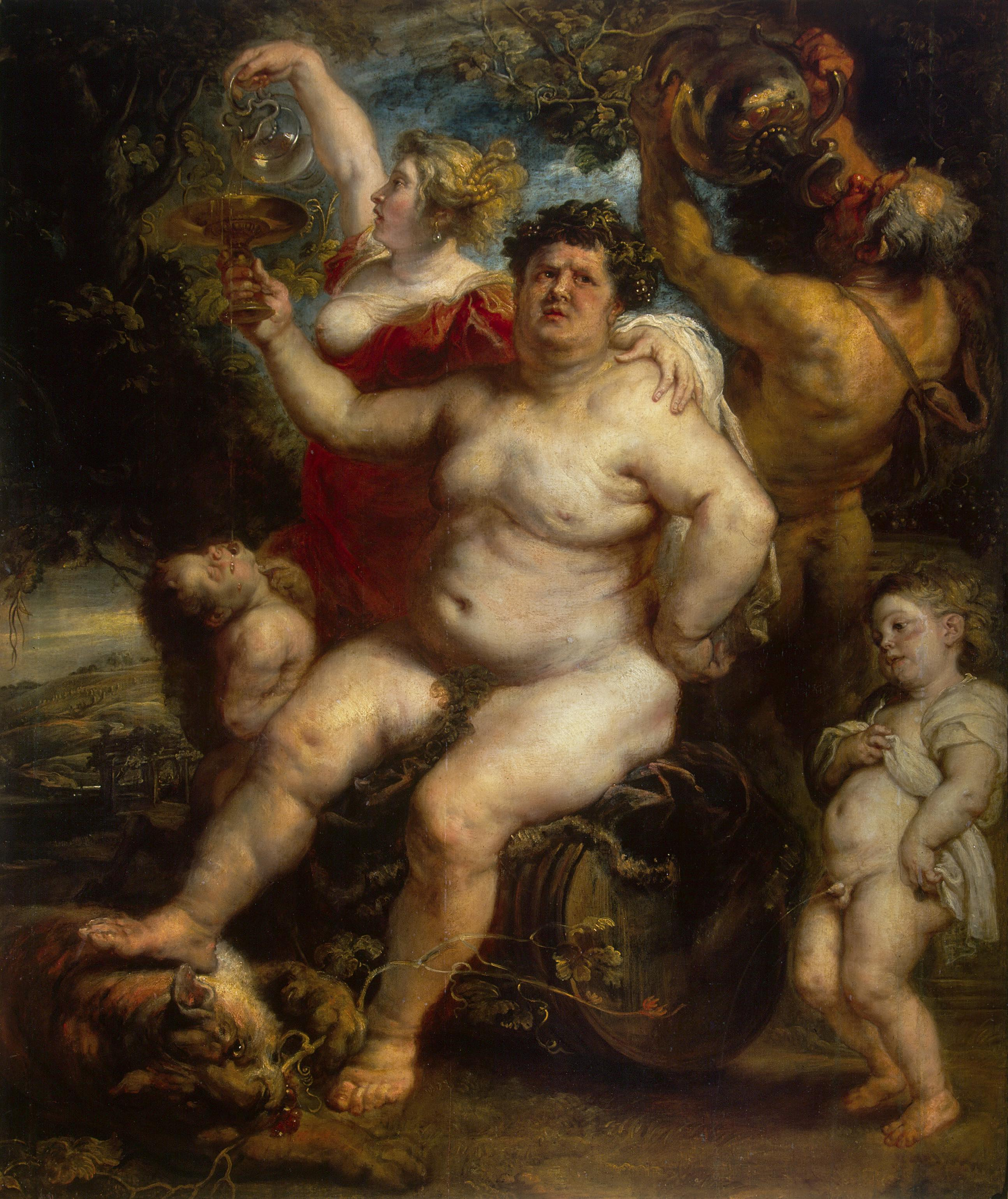
Bachus, Rubensa, ok. 1640, Ermitaż
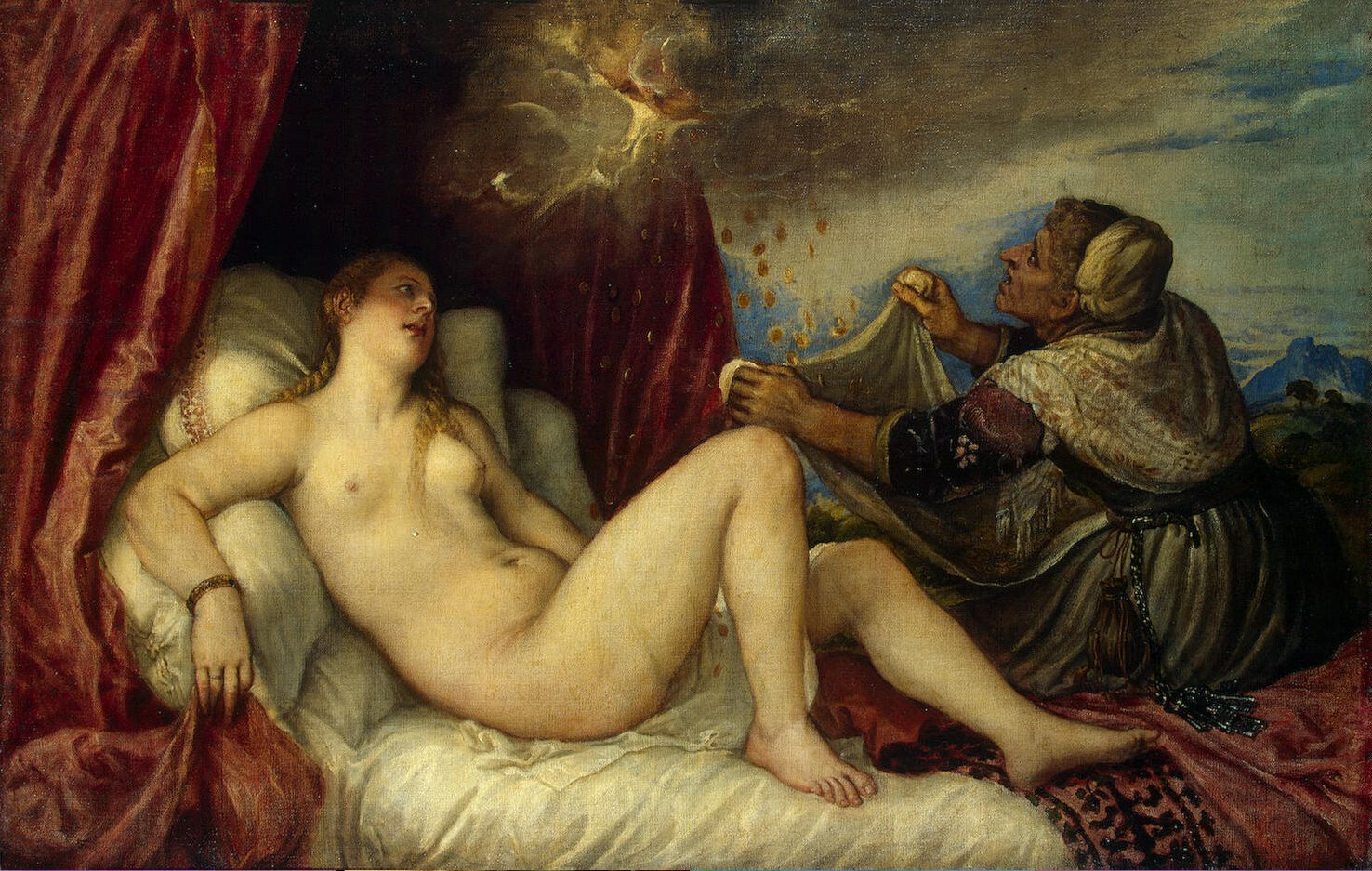
Danae, Tycjan, 1553-1554, Ermitaż
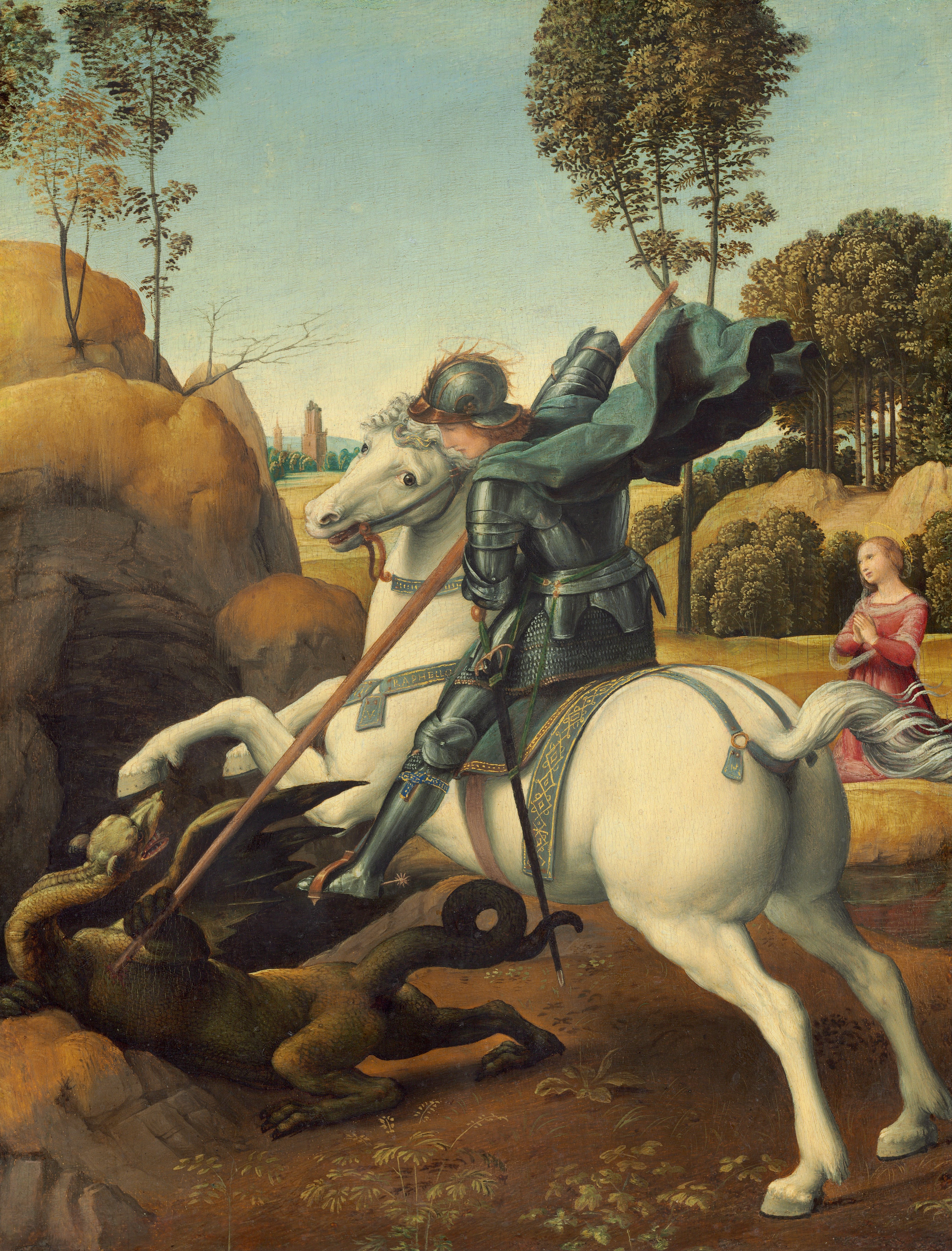
Św. Jerzy walczący ze smokiem, Rafael, ok. 1506, National Gallery of Art w Waszyngtonie